# Robert Stark
Robert Stark, född 19 september 1847 i Klingenthal, Sachsen, död 29 oktober 1922, var en tysk klarinettist.
Stark var orkestermedlem (solist) i Chemnitz och Wiesbaden och blev professor vid den kungliga musikskolan i Würzburg 1881. Han var en utmärkt konstnär på sitt instrument, författare av en stor klarinettskola och av Hohe Schule des Klarinettenspiels, kompositör av klarinettkonserter, andra stycken och talrika etyder för klarinett, samt av en del kammarmusik för blåsinstrument.